# 2023–2024-es angol labdarúgó-bajnokság (másodosztály)
A 2023–2024-es angol labdarúgó-bajnokság (hivatalos nevén: Sky Bet Championship) az angol másodosztály történetének 32. szezonja a jelenlegi lebonyolítás szerint. A bajnok az előző szezonban a Premier League-ből kiesett Leicester City lett, másodikként az Ipswich Town jutott fel.

## Csapatok
Huszonnégy csapat vett részt a bajnokságban, tizennyolc csapat az előző szezonból, három kiesett csapat a Premier League-ből és három feljutott csapat a harmadosztályból. 2023. május 27-re eldőlt az összes visszatérő csapat az előző szezonból, illetve az, hogy a Southampton kiesett az első osztályból. A Plymouth Argyle és az Ipswich Town pedig feljutott a League One-ból.

### Csapatváltozások
| Kiesett a Premier League-ből | Feljutott a harmadosztályból |
| ---------------------------- | ---------------------------- |
| Leicester City               | Plymouth Argyle              |
| Leeds United                 | Ipswich Town                 |
| Southampton                  | Sheffield Wednesday          |

| Feljutott a Premier League-be | Kiesett a harmadosztályba |
| ----------------------------- | ------------------------- |
| Burnley                       | Reading                   |
| Sheffield United              | Blackpool                 |
| Luton Town                    | Wigan Athletic            |

### Stadionok és adatok
| Csapat               | Város                     | Stadion                         | Befogadóképesség |
| -------------------- | ------------------------- | ------------------------------- | ---------------- |
| Birmingham City      | Birmingham                | St. Andrew’s                    | 29 409           |
| Blackburn Rovers     | Blackburn                 | Ewood Park                      | 31 367           |
| Bristol City         | Bristol                   | Ashton Gate Stadion             | 27 000           |
| Cardiff City         | Cardiff                   | Cardiff City Stadion            | 33 280           |
| Coventry City        | Coventry                  | Coventry Building Society Arena | 32 609           |
| Huddersfield Town    | Huddersfield              | Kirklees Stadion                | 24 121           |
| Hull City            | Kingston upon Hull        | MKM Stadion                     | 25 586           |
| Ipswich Town         | Ipswich                   | Portman Road                    | 29 673           |
| Leeds United         | Leeds                     | Elland Road                     | 37 608           |
| Leicester City       | Leicester                 | King Power Stadion              | 32 262           |
| Middlesbrough        | Middlesbrough             | Riverside Stadion               | 34 742           |
| Millwall             | London (South Bermondsey) | The Den                         | 20 146           |
| Norwich City         | Norwich                   | Carrow Road                     | 27 359           |
| Plymouth Argyle      | Plymouth                  | Home Park                       | 17 900           |
| Preston North End    | Preston                   | Deepdale                        | 23 404           |
| Queens Park Rangers  | London (White City)       | Loftus Road                     | 18 439           |
| Rotherham United     | Rotherham                 | New York Stadion                | 12 021           |
| Southampton          | Southampton               | St. Mary Stadion                | 32 384           |
| Stoke City           | Stoke-on-Trent            | bet365 Stadion                  | 30 089           |
| Sunderland           | Sunderland                | Stadium of Light                | 49 000           |
| Swansea City         | Swansea                   | Swansea.com Stadion             | 21 088           |
| Watford              | Watford                   | Vicarage Road                   | 22 200           |
| West Bromwich Albion | West Bromwich             | The Hawthorns                   | 26 850           |

### Áttekintés
| Csapat               | Menedzser                   | Csapatkapitány   | Mezgyártó   | Mezszponzor (mellkas)                                | Mezszponzor (hát)            | Mezszponzor (kar)            | Nadrágszponzor                                                           |
| -------------------- | --------------------------- | ---------------- | ----------- | ---------------------------------------------------- | ---------------------------- | ---------------------------- | ------------------------------------------------------------------------ |
| Birmingham City      | Tony Mowbray Gary Rowettmb. | Dion Sanderson   | Nike        | Undefeated                                           | Undefeated                   | Birmingham City Foundation   | Knighthead Annuity & Life Assurance Company                              |
| Blackburn Rovers     | John Eustace                | Dominic Hyam     | Macron      | Totally Wicked                                       | Watson Ramsbottom Solicitors | Venkys                       | Venkys                                                                   |
| Bristol City         | Liam Manning                | Matthew James    | O’Neills    | Huboo                                                | GoSkippy                     | Watches of Bath              | Digital NRG                                                              |
| Cardiff City         | Erol Bulut                  | Joe Ralls        | New Balance | Visit Malaysia                                       | Spreadex                     | Watches of Bath              | Nincs                                                                    |
| Coventry City        | Mark Robins                 | Liam Kelly       | Hummel      | King of Shaves                                       | Coventry Building Society    | XL Motors                    | G&R Scaffolding                                                          |
| Huddersfield Town    | André Breitenreiter         | Jonathan Hogg    | Umbro       | Utilita (hazai és vendég) Utilita Giving (harmadik)  | SportsBroker                 | Marc Darcy                   | PCSpecialist                                                             |
| Hull City            | Liam Rosenior               | Lewie Coyle      | Kappa       | Corendon Airlines                                    | McVitie’s                    | Anex Tour                    | Nincs                                                                    |
| Ipswich Town         | Kieran McKenna              | Samy Morsy       | Umbro       | +–=÷× Tour                                           | Ipswich Town Foundation      | HaloITSM                     | YourHome.co.uk                                                           |
| Leeds United         | Daniel Farke                | Liam Cooper      | Adidas      | BOXT                                                 | AMT Auto                     | Flamingo Land                | Nincs                                                                    |
| Leicester City       | Enzo Maresca                | Jamie Vardy      | Adidas      | King Power                                           | Nincs                        | Sabeco Brewery               | Nincs                                                                    |
| Middlesbrough        | Michael Carrick             | Jonathan Howson  | Erreà       | Unibet                                               | Host & Stay                  | BOXT Life                    | BOXT Life                                                                |
| Millwall             | Neil Harris                 | Shaun Hutchinson | Erreà       | Huski Chocolate                                      | Wiggett Group                | Cremello Currency Management | Nincs                                                                    |
| Norwich City         | David Wagner                | Grant Hanley     | Joma        | Lotus Cars                                           | Sekura.id                    | Gran Canaria                 | 3B Data Security                                                         |
| Plymouth Argyle      | Neil Dewsnipmb.             | Joe Edwards      | Puma        | Bond Timber                                          | Project 35                   | Vertu Motors                 | Retain Limited                                                           |
| Preston North End    | Ryan Lowe                   | Alan Browne      | Castore     | PAR Group                                            | PAR Group                    | Nincs                        | Nincs                                                                    |
| Queens Park Rangers  | Martí Cifuentes             | Asmir Begović    | Erreà       | Convivia Group                                       | CopyBet                      | MyGuava                      | Hyde Park Construction                                                   |
| Rotherham United     | Steve Evans                 | Sean Morrison    | Puma        | Rotherham Hospice                                    | Burrows Toyota               | Instantprint                 | Mears Group                                                              |
| Sheffield Wednesday  | Danny Röhl                  | Barry Bannan     | Macron      | Cirata                                               | TriggerHub.org               | Triggerhub.org               | BLU Steel                                                                |
| Southampton          | Russell Martin              | Jack Stephens    | Hummel      | Sportsbet.io                                         | Draper Tools                 | Mairon Freight UK            | Nincs                                                                    |
| Stoke City           | Steven Schumacher           | Josh Laurent     | Macron      | bet365                                               | Stoke City Community Trust   | Nincs                        | Nincs                                                                    |
| Sunderland           | Mike Doddsmb.               | Corry Evans      | Nike        | Spreadex Sports                                      | Vertu Motors                 | Hays Travel                  | Eleven Sports Media                                                      |
| Swansea City         | Luke Williams               | Matt Grimes      | Joma        | Reviva Coffee (hazai) Westacres (vendég és harmadik) | Swansea Building Society     | Visit Central Florida        | The Wave 96.4 FM (hazai) Miles Hire (vendég) Maggie's Swansea (harmadik) |
| Watford              | Tom Cleverley               | Daniel Bachmann  | Kelme       | MrQ.com                                              | Corpay                       | Nincs                        | Nincs                                                                    |
| West Bromwich Albion | Carlos Corberán             | Jed Wallace      | Puma        | Ideal Heating                                        | Mr Vegas                     | BarberBoss                   | Nincs                                                                    |

1. ↑  Mowbray egészségügyi indokokból távolmaradt a csapattól a szezon utolsó hónapjaiban.

### Edzőváltások
| Csapat              | Távozó            | Indok                        | Távozás dátuma       | Helyezés               | Érkező              | Kinevezés dátuma     |
| ------------------- | ----------------- | ---------------------------- | -------------------- | ---------------------- | ------------------- | -------------------- |
| Watford             | Chris Wilder      | Szerződés vége               | 2023. május 8.       | A szezon kezdete előtt | Valérien Ismaël     | 2023. május 10.      |
| Cardiff City        | Sabri Lamouchi    | Szerződés vége               | 2023. május 16.      | A szezon kezdete előtt | Erol Bulut          | 2023. június 3.      |
| Southampton         | Rubén Sellés      | Szerződés vége               | 2023. május 28.      | A szezon kezdete előtt | Russell Martin      | 2023. június 21.     |
| Leeds United        | Sam Allardyce     | Közös megegyezés             | 2023. június 2.      | A szezon kezdete előtt | Daniel Farke        | 2023. július 4.      |
| Leicester City      | Dean Smith        | Szerződés vége               | 2023. június 16.     | A szezon kezdete előtt | Enzo Maresca        | 2023. június 16.     |
| Sheffield Wednesday | Darren Moore      | Közös megegyezés             | 2023. június 19.     | A szezon kezdete előtt | Xisco Muñoz         | 2023. július 4.      |
| Swansea City        | Russell Martin    | A Southampton leszerződtette | 2023. június 21.     | A szezon kezdete előtt | Michael Duff        | 2023. június 23.     |
| Huddersfield Town   | Neil Warnock      | Lemondott                    | 2023. szeptember 20. | 16.                    | Darren Moore        | 2023. szeptember 21. |
| Sheffield Wednesday | Xisco Muñoz       | Kirúgva                      | 2023. október 4.     | 24.                    | Danny Röhl          | 2023. október 13.    |
| Birmingham City     | John Eustace      | Kirúgva                      | 2023. október 9.     | 6.                     | Wayne Rooney        | 2023. október 11.    |
| Millwall            | Gary Rowett       | Közös megegyezés             | 2023. október 18.    | 15.                    | Joe Edwards         | 2023. november 6.    |
| Queens Park Rangers | Gareth Ainsworth  | Kirúgva                      | 2023. október 28.    | 23.                    | Martí Cifuentes     | 2023. október 30.    |
| Bristol City        | Nigel Pearson     | Kirúgva                      | 2023. október 29.    | 15.                    | Liam Manning        | 2023. november 7.    |
| Rotherham United    | Matt Taylor       | Kirúgva                      | 2023. november 13.   | 22.                    | Leam Richardson     | 2023. december 11.   |
| Swansea City        | Michael Duff      | Kirúgva                      | 2023. december 4.    | 18.                    | Luke Williams       | 2024. január 5.      |
| Sunderland          | Tony Mowbray      | Kirúgva                      | 2023. december 4.    | 9.                     | Michael Beale       | 2023. december 18.   |
| Stoke City          | Alex Neil         | Kirúgva                      | 2023. december 10.   | 20.                    | Steven Schumacher   | 2023. december 19.   |
| Plymouth Argyle     | Steven Schumacher | Leigazolta Stoke City        | 2023. december 19.   | 16.                    | Ian Foster          | 2024. január 5.      |
| Birmingham City     | Wayne Rooney      | Kirúgva                      | 2024. január 2.      | 20.                    | Tony Mowbray        | 2024. január 8.      |
| Huddersfield Town   | Darren Moore      | Kirúgva                      | 2024. január 29.     | 21.                    | André Breitenreiter | 2024. február 15.    |
| Blackburn Rovers    | Jon Dahl Tomasson | Közös megegyezés             | 2024. február 9.     | 18.                    | John Eustace        | 2024. február 9.     |
| Sunderland          | Michael Beale     | Kirúgva                      | 2024. február 19.    | 10.                    | Mike Doddsmb.       | 2024. február 19.    |
| Millwall            | Joe Edwards       | Kirúgva                      | 2024. február 21.    | 21.                    | Neil Harris         | 2024. február 21.    |
| Watford             | Valérien Ismaël   | Kirúgva                      | 2024. március 9.     | 13.                    | Tom Cleverley       | 2024. március 9.     |
| Birmingham City     | Tony Mowbray      | Egészségügyi távolmaradás    | 2024. március 19.    | 21.                    | Gary Rowettmb.      | 2024. március 19.    |
| Plymouth Argyle     | Ian Foster        | Kirúgva                      | 2024. április 1.     | 21.                    | Neil Dewsnipmb.     | 2024. április 1.     |
| Rotherham United    | Leam Richardson   | Kirúgva                      | 2024. április 17.    | 24.                    | Steve Evans         | 2024. április 17.    |

Jegyzetek
1. ↑  Cleverley eredetileg megbízott menedzserként lett kinevezve, majd 2024. április 24-én írt alá véglegesen.

mb. – megbízott

## Tabella
| Hely. | Csapat               | M  | Gy | D  | V  | G+ | G– | Gk  | P  | Feljutás, továbbjutás vagy kiesés       |
| ----- | -------------------- | -- | -- | -- | -- | -- | -- | --- | -- | --------------------------------------- |
| 1.    | Leicester City       | 46 | 31 | 4  | 11 | 89 | 41 | +48 | 97 | Feljut a Premier League-be              |
| 2.    | Ipswich Town         | 46 | 28 | 12 | 6  | 92 | 57 | +35 | 96 | Feljut a Premier League-be              |
| 3.    | Leeds United         | 46 | 27 | 9  | 10 | 81 | 43 | +38 | 90 | Részt vesz a Championship rájátszásában |
| 4.    | Southampton          | 46 | 26 | 9  | 11 | 87 | 63 | +24 | 87 | Részt vesz a Championship rájátszásában |
| 5.    | West Bromwich Albion | 46 | 21 | 12 | 13 | 70 | 47 | +23 | 75 | Részt vesz a Championship rájátszásában |
| 6.    | Norwich City         | 46 | 21 | 10 | 15 | 79 | 64 | +15 | 73 | Részt vesz a Championship rájátszásában |
| 7.    | Hull City            | 46 | 19 | 13 | 14 | 68 | 60 | +8  | 70 |                                         |
| 8.    | Middlesbrough        | 46 | 20 | 9  | 17 | 71 | 62 | +9  | 69 |                                         |
| 9.    | Coventry City        | 46 | 17 | 13 | 16 | 70 | 59 | +11 | 64 |                                         |
| 10.   | Preston North End    | 46 | 18 | 9  | 19 | 56 | 67 | −11 | 63 |                                         |
| 11.   | Bristol City         | 46 | 17 | 11 | 18 | 53 | 51 | +2  | 62 |                                         |
| 12.   | Cardiff City         | 46 | 19 | 5  | 22 | 53 | 70 | −17 | 62 |                                         |
| 13.   | Millwall             | 46 | 16 | 11 | 19 | 45 | 55 | −10 | 59 |                                         |
| 14.   | Swansea City         | 46 | 15 | 12 | 19 | 59 | 65 | −6  | 57 |                                         |
| 15.   | Watford              | 46 | 13 | 17 | 16 | 61 | 61 | 0   | 56 |                                         |
| 16.   | Sunderland           | 46 | 16 | 8  | 22 | 52 | 54 | −2  | 56 |                                         |
| 17.   | Stoke City           | 46 | 15 | 11 | 20 | 49 | 60 | −11 | 56 |                                         |
| 18.   | Queens Park Rangers  | 46 | 15 | 11 | 20 | 47 | 58 | −11 | 56 |                                         |
| 19.   | Blackburn Rovers     | 46 | 14 | 11 | 21 | 60 | 74 | −14 | 53 |                                         |
| 20.   | Sheffield Wednesday  | 46 | 15 | 8  | 23 | 44 | 68 | −24 | 53 |                                         |
| 21.   | Plymouth Argyle      | 46 | 13 | 12 | 21 | 59 | 70 | −11 | 51 |                                         |
| 22.   | Birmingham City      | 46 | 13 | 11 | 22 | 50 | 65 | −15 | 50 | Kiesik a League One-ba                  |
| 23.   | Huddersfield Town    | 46 | 9  | 18 | 19 | 48 | 77 | −29 | 45 | Kiesik a League One-ba                  |
| 24.   | Rotherham United     | 46 | 5  | 12 | 29 | 37 | 89 | −52 | 27 | Kiesik a League One-ba                  |

## Rájátszás
|  | Elődöntők | Elődöntők            | Elődöntők | Elődöntők   | Elődöntők |   |   | Döntő        | Döntő | Döntő |  |
|  |           |                      |           |             |           |   |   |              |       |       |  |
|  | 3         | Leeds United         | 0         | 4           | 4         |   |   |              |       |       |  |
|  | 3         | Leeds United         | 0         | 4           | 4         |   |   |              |       |       |  |
|  | 6         | Norwich City         | 0         | 0           | 0         |   |   |              |       |       |  |
|  | 6         | Norwich City         | 0         | 0           | 0         |   | 3 | Leeds United | 0     |       |  |
|  |           |                      |           |             |           |   | 3 | Leeds United | 0     |       |  |
|  |           |                      | 4         | Southampton | 1         |   |   |              |       |       |  |
|  | 4         | Southampton          | 4         | Southampton | 1         | 0 | 3 | 3            |       |       |  |
|  | 4         | Southampton          |           |             |           |   |   | 3            |       |       |  |
|  | 5         | West Bromwich Albion | 0         | 1           | 1         |   |   |              |       |       |  |

### Elődöntők
| 2024. május 12. 12:00 (BST) |

| Norwich City | 0–0         | Leeds United |
| ------------ | ----------- | ------------ |
|              | Jegyzőkönyv |              |

| Carrow Road, Norwich Nézőszám: 26 982 Játékvezető: Josh Smith |

| 2024. május 16. 20:00 (BST) |

| Leeds United                                  | 4–0               | Norwich City |
| --------------------------------------------- | ----------------- | ------------ |
| Gruev 7' Piroe 20' Rutter 40' Summerville 68' | (3–0) Jegyzőkönyv |              |

| Elland Road, Leeds Nézőszám: 36 384 Játékvezető: Jarred Gillett |

| 2024. május 12. 14:15 (BST) |

| Coventry City | 0–0         | Middlesbrough |
| ------------- | ----------- | ------------- |
|               | Jegyzőkönyv |               |

| The Hawthorns, West Bromwich Nézőszám: 25 367 Játékvezető: Samuel Barrott |

| 2024. május 17. 20:00 (BST) |

| Southampton                                   | 3–1               | West Bromwich Albion |
| --------------------------------------------- | ----------------- | -------------------- |
| Smallbone 49' A. Armstrong 78' 86' (11-esből) | (0–0) Jegyzőkönyv | Kipré 90+7'          |

| St. Mary Stadion, Southampton Nézőszám: 30 712 Játékvezető: Tim Robinson |

### Döntő
| 2024. május 26. 15:00 (BST) |

| Leeds United | 0–1         | Southampton   |
| ------------ | ----------- | ------------- |
|              | Jegyzőkönyv | Armstrong 24' |

| Wembley Stadion, London Nézőszám: 85 862 |

## Statisztika

### Gólok
| Helyezés | Játékos               | Csapat           | Gólok |
| -------- | --------------------- | ---------------- | ----- |
| 1        | Sammie Szmodics       | Blackburn Rovers | 27    |
| 2        | Adam Armstrong        | Southampton      | 232   |
| 3        | Crysencio Summerville | Leeds United     | 201   |
| 4        | Morgan Whittaker      | Plymouth Argyle  | 19    |
| 5        | Jamie Vardy           | Leicester City   | 18    |
| 6        | Ché Adams             | Southampton      | 16    |
| 6        | Emmanuel Latte Lath   | Middlesbrough    | 16    |
| 6        | Josh Sargent          | Norwich City     | 16    |
| 6        | Haji Wright           | Coventry City    | 16    |
| 10       | Jack Clarke           | Sunderland       | 15    |

Jelmagyarázat
2 – 2 gól a rájátszásban
1 – 1 gól a rájátszásban

#### Mesterhármasok
| Játékos          | Csapat            | Ellenfél            | Eredmény | Dátum                |
| ---------------- | ----------------- | ------------------- | -------- | -------------------- |
| Ozan Tufan       | Hull City         | Sheffield Wednesday | 4–2 (H)  | 2023. augusztus 12.  |
| Morgan Whittaker | Plymouth Argyle   | Norwich City        | 6–2 (H)  | 2023. szeptember 23. |
| Ellis Simms      | Coventry City     | Rotherham United    | 5–0 (H)  | 2024. március 5.     |
| Milutin Osmajić  | Preston North End | Huddersfield Town   | 4–1 (H)  | 2024. április 9.     |
| Abdul Fatawu     | Leicester City    | Southampton         | 5–0 (H)  | 2024. április 23.    |

### Gólpasszok
| Helyezés | Játékos               | Csapat                     | Gólpasszok |
| -------- | --------------------- | -------------------------- | ---------- |
| 1        | Leif Davis            | Ipswich Town               | 18         |
| 2        | Georginio Rutter      | Leeds United               | 15         |
| 3        | Kiernan Dewsbury-Hall | Leicester City             | 14         |
| 4        | Adam Armstrong        | Southampton                | 13         |
| 4        | Abdul Fatawu          | Leicester City             | 13         |
| 6        | Gabriel Sara          | Norwich City               | 12         |
| 7        | Finn Azaz             | Norwich City               | 10         |
| 8        | Crysencio Summerville | Leeds United               | 9          |
| 8        | Sorba Thomas          | Huddersfield Town          | 9          |
| 8        | Luke Ayling           | Leeds United/Middlesbroguh | 9          |

### Kapott gól nélküli mérkőzések
| Helyezés | Játékos           | Csapat               | Mérkőzés |
| -------- | ----------------- | -------------------- | -------- |
| 1        | Illan Meslier2    | Leeds United         | 20       |
| 2        | Alex Palmer1      | West Bromwich Albion | 19       |
| 3        | Václav Hladký     | Ipswich Town         | 15       |
| 4        | Asmir Begović     | Queens Park Rangers  | 13       |
| 4        | Mads Hermansen    | Leicester City       | 13       |
| 4        | Max O’Leary       | Bristol City         | 13       |
| 4        | Anthony Patterson | Sunderland           | 13       |
| 8        | Angus Gunn1       | Norwich City         | 12       |
| 8        | Matija Šarkić     | Millwall             | 12       |

Jelmagyarázat
1 – 1 kapott gól nélküli mérkőzés a rájátszásban
2 – 2 kapott gól nélküli mérkőzés a rájátszásban

## Díjak

### A hónap díjai
| Hónap      | A hónap menedzsere | A hónap menedzsere | A hónap játékosa      | A hónap játékosa     | For.   |
| ---------- | ------------------ | ------------------ | --------------------- | -------------------- | ------ |
| Augusztus  | Enzo Maresca       | Leicester City     | Gabriel Sara          | Norwich City         | [ 91 ] |
| Szeptember | Kieran McKenna     | Ipswich Town       | Jack Clarke           | Sunderland           | [ 92 ] |
| Október    | Enzo Maresca       | Leicester City     | Crysencio Summerville | Leeds United         | [ 93 ] |
| November   | Daniel Farke       | Leeds United       | Sammie Szmodics       | Blackburn Rovers     | [ 94 ] |
| December   | Enzo Maresca       | Leicester City     | Stephy Mavididi       | Leicester City       | [ 95 ] |
| Január     | Daniel Farke       | Leeds United       | Morgan Whittaker      | Plymouth Argyle      | [ 96 ] |
| Február    | Daniel Farke       | Leeds United       | Omari Hutchinson      | Ipswich Town         | [ 97 ] |
| Március    | Kieran McKenna     | Ipswich Town       | Mikey Johnston        | West Bromwich Albion | [ 98 ] |
| Április    | Enzo Maresca       | Leicester City     | Emmanuel Latte Lath   | Middlesbrough        | [ 99 ] |

### Szezonvégi díjak
| Díj                   | Győztes               | Csapat       |
| --------------------- | --------------------- | ------------ |
| Az év játékosa        | Crysencio Summerville | Leeds United |
| Az év fiatal játékosa | Archie Gray           | Leeds United |
| Az év újonca          | Archie Gray           | Leeds United |

### Az év csapata
| Poszt     | Játékos               | Csapat           | For.    |
| --------- | --------------------- | ---------------- | ------- |
| K         | Mads Hermansen        | Leicester City   | [ 102 ] |
| V         | Kyle Walker-Peters    | Southampton      | [ 102 ] |
| V         | Ethan Ampadu          | Leeds United     | [ 102 ] |
| V         | Jacob Greaves         | Hull City        | [ 102 ] |
| V         | Leif Davis            | Ipswich Town     | [ 102 ] |
| KP        | Gabriel Sara          | Norwich City     | [ 102 ] |
| KP        | Kiernan Dewsbury-Hall | Leicester City   | [ 102 ] |
| CS        | Morgan Whittaker      | Plymouth Argyle  | [ 102 ] |
| CS        | Crysencio Summerville | Leeds United     | [ 102 ] |
| CS        | Sammie Szmodics       | Blackburn Rovers | [ 102 ] |
| CS        | Georginio Rutter      | Leeds United     | [ 102 ] |
| Menedzser | Kieran McKenna        | Ipswich Town     | [ 102 ] |